# Baku Expo Center
Il Baku Expo Center è un complesso fieristico di Baku, in Azerbaigian, inaugurato nel 2010.
Dall'anno della sua inaugurazione ospita diverse conferenze, seminari ed eventi. Il 1° evento, iniziato il giorno dell'inaugurazione, è stato il Caspian Oil and Gas 2010.
È il secondo complesso fieristico all'interno della Comunità degli Stati Indipendenti, dopo l'Expocentre di Mosca.